# Odruch uszno-powiekowy
Odruch uszno–powiekowy – odruch polegający na zaciskaniu powiek w reakcji na głośny bodziec dźwiękowy. Odruch ten pojawia się w pierwszych miesiącach życia.